# アマチュア局の開局手続き
アマチュア局の開局手続き（アマチュアきょくのかいきょくてつづき）では、電波法および総務省令無線局免許手続規則に基づき、アマチュア局の無線局免許状を取得する手続きについて解説する。
アマチュア局には個人が開設する個人局と、団体が開設する社団局がある。アマチュア局の操作は無線従事者（相当する外国の資格者を含む。）でなければならないので、必要な資格を保有していなければ免許申請できない。
無線局事項書にも他の種別の無線局と異なり、申請者（社団の場合は代表者）の無線従事者免許証の番号又は外国政府の証明書による資格並びに取得国の記入が必須とされる。
なお、無線従事者の免許申請と無線局の開設申請を同時にすることも可能である。

## 資格
必要な資格は、次に掲げるもののいずれかである。これらの保有者の国籍は問われない。従って、無線従事者の免許を保有する外国人や外国の資格を保有する日本人が開局することも可能である。
- 無線従事者の免許取得にあたって国籍は問われない。

日本
政令電波法施行令第3条第3項および第5項に規定される。
- 第一級・第二級・第三級・第四級アマチュア無線技士（以下、1アマ・2アマ・3アマ・4アマと略す。）
- 第一級・第二級・第三級総合無線通信士
- 第一級・第二級・第四級海上無線通信士（第三級は含まれないことに留意）
- 航空無線通信士
- 第一級・第二級陸上無線技術士

操作範囲についてはアマチュア無線技士#操作範囲を参照。
日本以外の国
総務省告示

に規定される。この告示による相当資格を示す。
2020年（令和2年）12月1日現在
| 国名                                                                             | 外国の資格                                            | 相当資格 | 操作範囲                                                                          |
| -------------------------------------------------------------------------------- | ----------------------------------------------------- | -------- | --------------------------------------------------------------------------------- |
| アメリカ                                                                         | Amateur extra                                         | 1アマ    | 1アマ                                                                             |
| アメリカ                                                                         | Advanced                                              | 2アマ    | 2アマ                                                                             |
| アメリカ                                                                         | General                                               | 2アマ    | 2アマ                                                                             |
| アメリカ                                                                         | Conditional                                           | 2アマ    | 2アマ                                                                             |
| アメリカ                                                                         | Technician（注）                                      | 4アマ    | 4アマ                                                                             |
| アメリカ                                                                         | Novice                                                | 3アマ    | 3アマの内、 3.5MHz帯、3.8MHz帯、7MHz帯、21MHz帯 のモールス電信 28MHz帯、1200MHz帯 |
| ドイツ                                                                           | A class                                               | 3アマ    | 3アマ                                                                             |
| ドイツ                                                                           | B class                                               | 1アマ    | 1アマ                                                                             |
| ドイツ                                                                           | C class                                               | 4アマ    | 4アマ                                                                             |
| カナダ                                                                           | Advanced Amateur class                                | 1アマ    | 1アマ                                                                             |
| カナダ                                                                           | Amateur class                                         | 3アマ    | 3アマ                                                                             |
| カナダ                                                                           | Digital class                                         | 1アマ    | 1アマの内、30MHz未満を除く                                                        |
| オーストラリア                                                                   | Amateur Licence (unrestricted)                        | 1アマ    | 1アマ                                                                             |
| オーストラリア                                                                   | Amateur Licence (limited)                             | 4アマ    | 4アマ                                                                             |
| オーストラリア                                                                   | Amateur Licence (novice)                              | 3アマ    | 3アマ                                                                             |
| フランス                                                                         | Group A                                               | 4アマ    | 4アマ                                                                             |
| フランス                                                                         | Group B                                               | 3アマ    | 3アマ                                                                             |
| フランス                                                                         | Group C                                               | 2アマ    | 2アマの内、30MHz未満を除く                                                        |
| フランス                                                                         | Group D                                               | 2アマ    | 2アマ                                                                             |
| フランス                                                                         | Group E                                               | 1アマ    | 1アマ                                                                             |
| 大韓民国                                                                         | First Class Amateur Radio Operator                    | 1アマ    | 1アマ                                                                             |
| 大韓民国                                                                         | First Class Radio Operator for General Services       | 1アマ    | 1アマ                                                                             |
| 大韓民国                                                                         | Second Class Radio Operator for General Services      | 1アマ    | 1アマ                                                                             |
| 大韓民国                                                                         | Second Class Amateur Radio Operator                   | 2アマ    | 2アマ                                                                             |
| 大韓民国                                                                         | Second Class Radio General Radio Technical Operator   | 2アマ    | 2アマ                                                                             |
| 大韓民国                                                                         | Third Class Amateur Radio Operator (Telegraph)        | 3アマ    | 3アマ                                                                             |
| 大韓民国                                                                         | Third Class Amateur Radio Operator (Telephone)        | 4アマ    | 4アマ                                                                             |
| 大韓民国                                                                         | Special Radio Operator for Aeronautical               | 4アマ    | 4アマ                                                                             |
| 大韓民国                                                                         | Special Radio Operator for Radio-telephone A          | 4アマ    | 4アマ                                                                             |
| フィンランド                                                                     | General                                               | 2アマ    | 2アマ                                                                             |
| フィンランド                                                                     | Technical                                             | 3アマ    | 3アマ                                                                             |
| フィンランド                                                                     | Novice                                                | 4アマ    | 4アマ                                                                             |
| アイルランド                                                                     | A class                                               | 2アマ    | 2アマ                                                                             |
| アイルランド                                                                     | B class                                               | 4アマ    | 4アマ                                                                             |
| ペルー                                                                           | Advanced                                              | 1アマ    | 1アマ                                                                             |
| ペルー                                                                           | Intermediate                                          | 3アマ    | 3アマ                                                                             |
| ペルー                                                                           | Beginner                                              | 4アマ    | 4アマ                                                                             |
| ニュージーランド                                                                 | General Amateur Operator's Certificate                | 1アマ    | 1アマ                                                                             |
| インドネシア                                                                     | Amateur Extra                                         | 1アマ    | 1アマ                                                                             |
| インドネシア                                                                     | Advanced Class                                        | 3アマ    | 3アマ                                                                             |
| インドネシア                                                                     | General Class                                         | 4アマ    | 4アマ                                                                             |
| インドネシア                                                                     | Novice Class                                          | 4アマ    | 4アマ                                                                             |
| 欧州郵便電気通信主管庁会議 (CEPT)勧告T/R61－02 付録第2号別表第1号 に規定される国 | CEPT勧告T/R61－02 付録第2号別表第1号 に規定される資格 | 1アマ    | 1アマ                                                                             |
| 注 モールス電信証明書所持者又は1991年2月14日以前に発給された者は、3アマ相当      |                                                       |          |                                                                                   |

余談になるが、同告示第1項のただし書きにより、アメリカのAdvanced、General、Conditional、Technician、Novice、ドイツ、フィンランド、アイルランドの資格保有者は、社団局において一定の条件の下、本国での操作範囲の操作を行える。

## 個人局
アマチュア局は、空中線電力が50Wを超えると移動する局としては開局できず、移動しない局として免許される。
ここで、所定の条件を満たせば他局の無線設備を共用することができる。これを「設備共用」という。
- 移動する局と移動しない局の間では、共用することはできない。

外国人の申請については、免許の有効期間は在留期間までであるので、通常の5年より短くなる場合がある。
1. 申請書、無線局事項書、工事設計書（以下、「申請書等」という。）を、設置場所（移動しない局の場合）または常置場所（移動する局の場合）を管轄する総合通信局（沖縄総合通信事務所を含む。以下同じ。）に提出する。
2. 申請書等が電波法令に適合すれば、予備免許が与えられる。但し、簡易な免許手続に該当する場合は、無線局免許状が交付される。
3. 予備免許の事項に基づき、落成検査を受け、これに合格すれば、無線局免許状が交付される。

簡易な免許手続によることができるのは、次の二つの場合である。
適合表示無線設備のみを使用する場合
適合表示無線設備とは、空中線電力200W（2アマに許可される最大の空中線電力）以下の無線機に対し、証明機関が技術基準適合証明または工事設計認証を実施して、技術基準適合証明番号または工事設計認証番号を付与したものである。技術基準適合証明番号は一台毎に、工事設計認証番号は機種毎に付与される。
- 証明業務はアマチュア局用送信機の区分について証明機関が総務省に登録されれば実施できる。制度開始から日本アマチュア無線振興協会（JARD）が実施している。

適合表示無線設備には技適マークと技術基準適合証明番号または工事設計認証番号の表示が義務付けられ、アマチュア局用送信機を表す記号は技術基準適合証明番号の英字の1字目のK、証明機関を表す記号は番号の先頭の3字でJARDは002である。
番号の構成は技適マーク#表示を参照
従前は工事設計認証番号にもアマチュア局用送信機を表す記号の表示があった。
- 工事設計認証号の4字目がハイフン(-)のものに記号表示は無い。

証明機関を表す記号は時期により存在しないか、番号の先頭の2字でJARDは02であった。
記号の変遷は#沿革を参照
無線設備が電波法令の技術基準に適合している旨の保証を受けられる場合
適合表示無線設備でない空中線電力200W以下の無線設備に対して実施される。
- 保証認定業務は、総務省公示[10]第2章の規定を満たす事業者であれば参入することができる。また、第3章の規定により業務を廃止する際は三か月以上前に総務省にその旨を通知する。この廃止の通知については公示される。

JARDが一時期を除いて設立時から実施している。
- 過去の実施者には、日本アマチュア無線連盟（JARL）とTSS株式会社（TSS）があった。事業者の変遷は#沿革を参照。

なお事業者が並立していた時期もあったが、その際の選択は申請者の随意である。
また無線設備規則のスプリアス発射等の強度の許容値に関する技術基準改正により、旧技術基準に基づく無線設備が無条件で免許されるのは「平成29年11月30日」までとされた。
旧技術基準の無線設備とは、
- 「平成17年11月30日」[13]までに製造された機器または認証された適合表示無線設備
- 経過措置として、旧技術基準により「平成19年11月30日」までに製造された機器[14]または認証された適合表示無線設備[15]

である。
旧技術基準の無線設備はそのままでは免許を申請することはできず、フィルタ挿入や実力値の測定データを添付する等の方法もあるが、アマチュア局は保証認定によることができるとされた。
そこで必要な手続きは、空中線電力200W以下で新技術基準で認証された適合表示無線設備のみの場合または保証認定を要する場合、空中線電力200Wを超える場合とに分けられる。

### 空中線電力200W以下
新技術基準の適合表示無線設備のみの場合
申請書等は総合通信局に提出する。工事設計書には、技術基準適合証明番号または工事設計認証番号を記入することにより、記載を簡略にできる。
保証認定を要する場合
上記以外の無線設備を含むときは、申請書等を保証認定を受けるため認定事業者に提出する。
JARDでは、旧技術基準の適合表示無線設備とJARL登録機種から新スプリアス規格を満たすものを「スプリアス確認保証可能機器リスト」として公開している。
- JARL登録機種とは、JARLが実施した保証認定制度の中で、メーカーからの申請に基づき性能試験などを行い登録された機種である。JARL登録機種番号は工事設計認証番号と同様に工事設計書の記入が簡略化できた。

リストの機器については保証願書のみでよいが、これ以外の機器、つまり旧技術基準による適合表示無線設備またはJARL登録機種でリスト不掲載の機器、JARL登録抹消機、改造機、外国機、自作機などについては、新スプリアス規格を満たすことを証明する資料が要求される。

### 空中線電力200W超
申請書等（電波防護計算書等の追加書類も必要となる。）は総合通信局に提出する。
- 予備免許を取得し、近隣への障害を確認するなど機器調整を行う。
- 落成検査を受ける。
  - 登録検査等事業者等による点検により一部省略することが可能。

1アマの操作範囲に空中線電力の制限はないが、総務省訓令電波法関係審査基準では、1kW以下（短波の移動しない局の場合。移動する局や超短波以上においては、周波数帯毎にこれより低く規定される。）までとされている。1kWを超過することは不可能とは言えないが、電波を有効に利用するため、無線局はその業務を行うための空中線電力は通信を行うため必要最小のものであることとされており、アマチュア局の業務を行うのに必要な最小限度の電力であることの正当で明確な理由の説明が必要となる。また、総合通信局決裁ではなく総合通信基盤局に回付され総務大臣の直接免許（すなわちラジオ放送・テレビジョン放送の地上基幹放送局や大電力の業務無線局の送信所と同様の手続きを踏む必要がある）とされるなど、相当の困難を伴う。実際に短波以外における大出力が月面反射通信専用設備以外で許可された例はほとんど無い。

### 呼出符号の指定
呼出符号（コールサイン）は、無線局免許状または予備免許の交付の際に指定されるが、空いているものから順次交付されるため、申請時に指定することはできない。ただし、過去に指定されていたコールサインを希望する場合は、指定することができる。廃止の日または免許の有効期限満了の日から5年を経過している場合は指定されていた旨の書類の添付を要する。
これを「旧呼出符号（旧コールサイン）の復活」という。
廃局から6か月経過すると総合通信局によっては再指定の対象に、つまり他者に新規開設局として指定されることになるので希望に添えないことがある。

### 電子申請
書類申請以外に、インターネットを利用した電波利用電子申請によることができる。
手数料の支払いはPay-easyによる。

### 手数料
電波法関係手数料令第2条による。
2004年（平成16年）3月29日現在
| 基本送信機の空中線電力 | 円            |
| ---------------------- | ------------- |
| 50W以下                | 4,300 (2,900) |
| 50W超                  | 8,100 (5,500) |

| 空中線電力 | 円         | 円         |
| 空中線電力 | 基本送信機 | 二台目以降 |
| ---------- | ---------- | ---------- |
| 50W以下    | 21,900     | 5,600      |
| 50W超      | 31,300     | 8,000      |

保証認定・点検の手数料は、電波法関係手数料令に規定されておらず、事業者毎に異なる。

### 電波利用料
開局申請と同時に、電波利用料の前納（1年単位で免許の有効期限までの希望する期間で最大5年分）が可能である。前納しない場合は、毎年送付される納入告知書により指定される方法で納付する。

## 社団局
社団局の開局には、個人局を開局する際の申請書等に加え、定款、社団の構成員に関する事項、理事の氏名・住所・生年月日及び略歴を添えることが必要となる。
社団局においても設備共用はできる。
- 移動する局と移動しない局との間に加え、社団局は他の社団局との間で共用することはできない。

社団局の無線設備には、構成員の無線従事者資格の操作範囲内にあるものが含まれていなければならない。
- 空中線電力50Wの無線機（3アマ以上の資格が必要）のみでは、10W以下に空中線電力を低減できるものであっても、構成員に4アマがいれば操作できないので免許されない。
- 4アマ用の空中線電力10W以下の無線機を上級資格者が操作する事は操作範囲内にあるため免許される。

## 沿革
1950年（昭和25年）- アマチュア無線制度化
- 無線局の免許申請においてアマチュア局限定の制度は無く、他の業務局と同様の手続を要した。外国人の取得、社団局、移動する局も認められなかった。申請書等の書式は縦書きであった。

1955年（昭和30年）
- アマチュア局の開設基準が明確化され、空中線電力を50W以下として移動する局を規定[25]
- アマチュア局用の申請書等の様式が制定[26]

1959年（昭和34年）- 社団局が制度化され．アマチュア局が簡易な免許手続の対象に
- 簡易な免許手続の対象となる送信機は、JARLが保証認定した空中線電力10W以下のもの[28]

1961年（昭和36年）- 申請書等の書式が横書きに変更
1974年（昭和49年）- 保証認定についてJARLが登録した機種は工事設計書に送信機系統図の記入が不要に
- メーカー製の無線機にJARL登録番号が付与されることになった。

1981年（昭和56年）- 相互主義による（日本人の取得を認める国の）外国人の免許取得が可能に
1983年（昭和58年）- 保証認定の対象が空中線電力100W以下の送信機に
1985年（昭和60年）- コールサインの再指定開始
1988年（昭和63年）- 旧コールサインの復活が1年間の時限措置として実施
1991年（平成3年）- 空中線電力50W以下（24.99MHz以下は100W以下）のアマチュア局用送信機が技術基準適合証明の対象に
- JARDが証明機関に指定され証明業務を開始[35]

1992年（平成4年）
- 適合表示無線設備であるアマチュア局用送信機が簡易な免許手続の対象に[36]
- 保証認定業務がJARDに移管[37]

1994年（平成6年）- 免許取得について国籍条項撤廃
- 無線従事者または告示[39]に規定される外国資格者であれば免許取得が可能になった。社団の代表者となることも可能。

1996年（平成8年）- 空中線電力200W以下のアマチュア局用送信機が技術基準適合証明の対象に
1997年（平成9年）- 旧コールサインの復活が制度化
1998年（平成10年）- 点検事業者（現・登録検査事業者）の点検により落成検査の一部が免除されることに
1998年（平成11年）- 工事設計認証制度化
2001年（平成13年）
- 保証認定業務はTSSへ移管[35][44]
- 技術基準適合証明番号および工事設計認証番号においてJARDを表す記号は先頭の02に

2003年（平成15年）- 技術基準適合証明番号および工事設計認証番号においてJARDを表す記号は先頭の002に
2004年（平成16年）
- 証明機関は指定制から登録制となり[46]、JARDは登録機関に移行[35]
- 住民基本台帳カードを利用したインターネットによる「電子申請・届出システム」が利用可能に[47]

2008年（平成20年）- 住民基本台帳カードが不要な「電子申請・届出システムLite」が利用可能に
2013年（平成25年）- 工事設計認証番号にアマチュア局用送信機を表す記号の表示は廃止
2014年（平成26年）- JARDが保証認定業務を再開
2017年（平成29年）- 旧技術基準による送信機の無条件の免許申請が終了
2022年（令和4年）- CQ出版がアマチュア局個人・社団用開局用紙の販売を終了
- 12月9日限りで旧様式の申請書等が使用不可となること[52]により、9月末日で販売終了、絶版となった。

2023年（令和5年）
- 無線従事者の免許とアマチュア局の免許との同時申請が可能に[53]
- 総務省電波利用ホームページで「手続様式」として申請書等を公開[54]

2024年（令和6年）- TSSが保証認定業務を終了
2025年（令和7年）- 「電子申請・届出システムLite」は「電波利用電子申請」にリニューアル